# Vălișoara
Vălișoara (en hongrois : Valisora) est une commune du Județ de Hunedoara en Transylvanie, (Roumanie).